# 라 솜브라 델 파사도
《라 솜브라 델 파사도》(스페인어: La sombra del pasado)은 2014년 방영된 멕시코의 텔레노벨라이다.